# Jan Masaryk
Jan Garrigue Masaryk (14 de septiembre de 1886 - 10 de marzo de 1948) fue un diplomático y político checoeslovaco, conocido por haber sido Ministro de Relaciones Exteriores de Checoslovaquia en el gobierno checoslovaco en el exilio durante la Segunda Guerra Mundial y una preeminente figura pública en la posguerra. Su muerte en la defenestración de Praga abrió el camino para el control del país por el Partido Comunista de Checoslovaquia.

## Biografía

### Primeros años
Nació en Praga, hijo del profesor y político Tomáš Garrigue Masaryk (que llegaría a ser el primer presidente de Checoslovaquia en 1918) y su esposa americana Charlotte Garrigue. Jan fue educado en Praga y los Estados Unidos.
Volvió a su país en 1913 y sirvió en el Ejército austrohúngaro  durante la Primera Guerra Mundial. Tras ella, Checoslovaquia alcanzó su independencia y su padre fue elegido presidente. Jan se unió al servicio diplomático y fue designado encargado de negocios en los Estados Unidos en 1919. Se mantuvo en el puesto hasta 1922. En 1925 fue nombrado embajador de la joven república checoslovaca en el Reino Unido. Su padre dimitió en 1932 y fue sucedido por Edvard Beneš. Apenas dos años después, murió su padre.

### Segunda Guerra Mundial
La ocupación alemana de los Sudetes en 1938 llevó a Masaryk a dimitir como protesta, quedándose en Londres. No fue la única figura gubernamental en hacerlo, dimitiendo también gente como el propio presidente Beneš. La creación en 1939 de los estados títeres Protectorado de Bohemia y Moravia y Estado Eslovaco (Slovenský štát) agudizó la crisis nacional. La formación en respuesta de un gobierno checoslovaco en el exilio en Gran Bretaña contó con el respaldo de Jan Masaryk, que fue nombrado en 1940 Ministro de Relaciones Exteriores.
Durante la guerra solía pronunciar discursos en la BBC a la Checoslovaquia ocupada. Residió en un piso en Westminster Gardens (Marsham Street) de Londres, alternando con la Cancillería Checoslovaca de Wingrave o la residencia del presidente Beneš en Aston Abbotts, ambos  cerca de Aylesbury en Buckinghamshire.[cita requerida]
En 1942 Masaryk recibió un doctorado en leyes del Bates College.[cita requerida] En julio de 1942 apoyó el "asesinato de alemanes" como la forma más rápida para terminar la guerra:

Apoyo el bombardeo de ciudades abiertas y la muerte de mujeres y niños de ser necesario

### Posguerra
Masaryk se mantuvo como Ministro de Asuntos Exteriores tras la liberación de Checoslovaquia como parte de la coalición multipartidista del Frente Nacional, dominado por los comunistas. Los comunistas, liderados por Klement Gottwald, vieron su posición reforzada tras las elecciones de 1946 pero Masaryk se mantuvo como ministro.
Consideraba crucial mantener la amistad de la URSS pero le consternó el veto que impusieron a los países orientales con respecto a su posible participación en el Plan Marshall. En febrero de 1948 la mayoría de los ministros del gobierno no comunistas dimitieron, esperando forzar nuevas elecciones. Sin embargo, la respuesta se limitó a la formación de un nuevo gobierno bajo Gottwald, en lo que pasó a ser conocido como el Golpe de Praga (o "febrero victorioso" en el bloque del Este). Masaryk siguió como Ministro de Exteriores y principal ministro no comunista o compañero de ruta. Sin embargo, tenía dudas con respecto a su decisión[cita requerida] y puede que lamentase no haberse opuesto al golpe comunista con algún discurso en la radio checa,[cita requerida] donde era una celebridad.

### Muerte

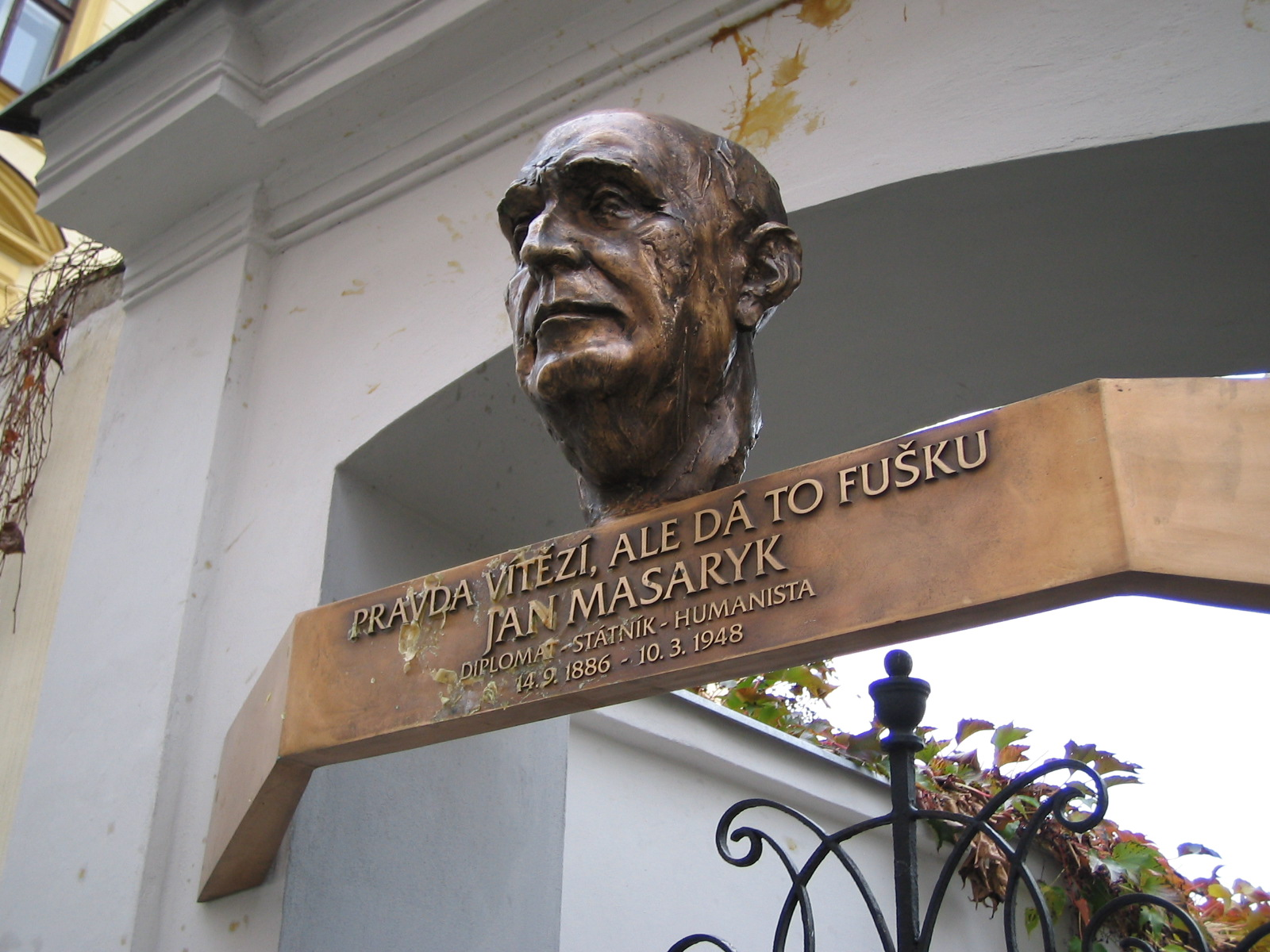
Placa con la cita de Jan Masaryk "Pravda vítězí, ale dá to fušku" (La verdad prevalece, pero es una lata), en referencia al lema nacional Pravda vítězí (La verdad prevalece).

El 10 de marzo de 1948 Masaryk fue encontrado muerto, vestido con su pijama, en el jardín del Ministerio de Exteriores (el Palacio de Czernin en Praga) bajo la ventana del cuarto de baño. La investigación inicial del Ministerio del Interior concluyó que se trataba de un suicidio, aunque muchos han considerado la opción de un asesinato cometido por el naciente régimen comunista. Un chiste que circuló por el país decía "Jan Masaryk era un hombre tan ordenado que cuando saltó por la ventana, la cerró tras él".[cita requerida]
Las discusiones sobre las misteriosas circunstancias de su muerte se prolongaron y aquellos que consideran que fue un asesinato lo consideran la cuarta defenestración de Praga. Se suelen mencionar la presencia de marcas de uñas en la ventana,[cita requerida] así como las manchas de heces y la intención de Masaryk de marchar de Praga a Londres al día siguiente. Familiares de Masaryk como su antigua esposa, Frances Crane Leatherbee, su excuñada Sylvia E. Crane y su hermana Alice Masaryková —creen que se suicidó, de acuerdo a una carta de Sylvia E. Crane al The New York Times, y consideran la hipótesis del asesinato un "cliché de la Guerra Fría".
Una segunda investigación realizada en 1968, durante la Primavera de Praga, la calificaba de accidente, sin descartar el asesinato y una investigación a comienzos de los noventa tras la Revolución de Terciopelo concluyó que fue un asesinato. Un informe de la policía de Praga defendía en 2004 que Masaryk fue arrojado desde la ventana.
Este informe fue aparentemente corroborado en 2006 cuando un periodista ruso afirmó que su madre conocía al oficial de inteligencia que lo había hecho. El mayor desertor del bloque del este, el teniente general Ion Mihai Pacepa, había informado también de una conversación con Nicolae Ceauşescu, donde este le habló de "diez líderes internacionales que el Kremlin había matado o intentado matar". Masaryk estaba incluido en su lista.

## Vida personal
Desde 1924 y hasta su divorcio en 1931, Masaryk estuvo casado con Frances Crane Leatherbee. Ella era la heredera del imperio comercial Crane, basado en tuberías, válvulas y elevadores; hija de Charles R. Crane, antiguo embajador de Estados Unidos en China y sobrina de Richard Teller Crane II, antiguo embajador estadounidense en Checoslovaquia. Con ese matrimonio, Masaryk obtuvo tres hijastros: Charles Leatherbee, Robert Leatherbee Jr. y Richard Crane Leatherbee. Charles Leatherbee  fue uno de los fundadores de University Players, una compañía de valores de Falmouth (Massachusetts), en 1928 junto Bretaigne Windust. Se casó con Mary Lee Logan, hermana de Joshua Logan (uno de los codirectores de la firma desde 1931).
Masaryk fue un pianista amateur. Acompañó a Jarmila Novotná en un recital de canciones populares checas en 78 grabaciones para conmemorar las víctimas de la masacre nazi de Lidice.
Masaryk planeaba volver a casarse con la escritora estadounidense Marcia Davenport cuando murió.[cita requerida]